# Задорожний, Александр Викторович
Александр Викторович Задорожний (26 июня 1960, Красный Кут, Луганская область — 12 мая 2017) — украинский юрист, политик и учёный. Заведующий кафедрой международного права Института международных отношений Киевского национального университета имени Тараса Шевченко. Доктор юридических наук, профессор, член-корреспондент Академии правовых наук Украины, член Постоянной палаты третейского суда от Украины, президент Украинской ассоциации международного права.

## Биография

### Ранние годы и образование
Родился 26 июня 1960 в поселке Красный Кут Луганской области. В 1977 году поступил на факультет международных отношений Киевского университета имени Тараса Шевченко, который закончил в 1982 году.

### Научная и преподавательская деятельность
С октября 1982 года — ассистент кафедры международного права, с мая 1984 года — заместитель секретаря университетского комитета комсомола. В 1988 году защитил кандидатскую диссертацию «Генезис и эволюция мондиализма: международно-правовые аспекты», получив степень кандидата юридических наук.
С мая 1988 года — заместитель декана факультета международных отношений, с сентября 1991 года — старший научный сотрудник, с 1993 года — доцент Киевского университета имени Тараса Шевченко. В 1990 году Задорожний основал юридическую фирму «Проксен», директором которой был до 1998 года.
В 2003 году стал заведующим кафедрой международного права Института международных отношений Киевского национального университета имени Тараса Шевченко. В декабре того же года стал членом-корреспондентом Академии правовых наук Украины. С 2006 по 2008 год был проректором по научно-педагогической работе Киевского национального университета имени Тараса Шевченко.

### Политическая деятельность
С мая 1998 по май 2002 года — народный депутат Украины 3-го созыва, избран по избирательному округу № 217. В 1999 году был доверенным лицом кандидата в президенты Украины Леонида Кучмы в территориальном избирательном округе. В парламенте был членом фракции НДП, группы «Возрождение регионов», фракций партий «Демократический союз» и «Единство». Был членом Комитета по иностранным делам и связям с СНГ и председателем Комитета по вопросам правовой политики.
С 2001 по 2004 год был членом партии «Единство», до этого был членом партии «Демократический союз». С мая 2002 по май 2006 года — народный депутат Украины 4-го созыва, избран по избирательному округу № 213 в Киеве при поддержке блока политических партий «Единство». С момента избрания в январе 2005-го был постоянным представителем президента в Верховной Раде.
В парламенте 4-го созыва был членом фракции «Единая Украина», групп «Народовластие» и «Демократические инициативы Народовластие», фракции партии «Единая Украина», группы Народного блока Литвина, входил в состав Комитета по вопросам правовой политики. Назывался сподвижником главы Администрации президента Виктора Медведчука при разработке и внедрении политической реформы 2004 года.
В апреле 2004 года президент Кучма назначил Задорожного членом Постоянной палаты третейского суда от Украины. Тогда же был назначен членом Высшего совета юстиции. С июля 2004 года входил в состав политисполкома партии «Единая Украина», которая в конце 2005 года вошла в состав «Батькивщины». В 2004—2005 году был доверенным лицом кандидата в президенты Украины Виктора Януковича в территориальном избирательном округе № 217.
Во время политического кризиса весной 2007 года Задорожний назвал указ президента Виктора Ющенко о роспуске Верховной Рады 5-го созыва незаконным. Он вёл проверку судей Печерского суда, принимавших решение в пользу Ющенко. Незадолго до этого он критиковал главу государства за повторное вето закона о Кабмине, расширявшее полномочия правительства. В июле 2007 года Ющенко уволил Задорожного из Высшего совета юстиции с формулировкой «за нарушение присяги».
Принимал участие в досрочных парламентских выборах 2007 года по списку избирательного блока «КУЧМА», который набрал 0,1 % голосов. В феврале 2008 года был назначен советником премьер-министра Украины Юлии Тимошенко. Он возглавил группу, которая работала над проектом новой конституции.
В 2015 году в Киеве вышла книга «Российская доктрина международного права после аннексии Крыма», в которой автор оправдывал майдан, революцию достоинства 2014 года, а также осуждал аннексию Крыма Россией.
Умер 12 мая 2017 года в Германии после тяжёлой болезни.
Прощальная церемония состоялась 17 мая в Киеве .

## Семья
Жена Галина Андреевна (родилась в 1959 г.) — экономист юридической фирмы «Проксен», дочь Анна (родилась в 1982 году) — юрист; сын Александр (родился в 1994 году). Брат Андрей (родился в 1968 году) — юрист, правозащитник.

## Книги
Российская доктрина международного права после аннексии Крыма. Киев 2015 г.

## Награды
Заслуженный юрист Украины (с 2000), орден «За заслуги» III степени (2004), почётная грамота Верховной Рады (2005), орден «За заслуги» I степени (2020).